# Victor Léopold Berthier
Pour les articles homonymes, voir Berthier.
Pour les autres membres de la famille, voir famille Berthier.

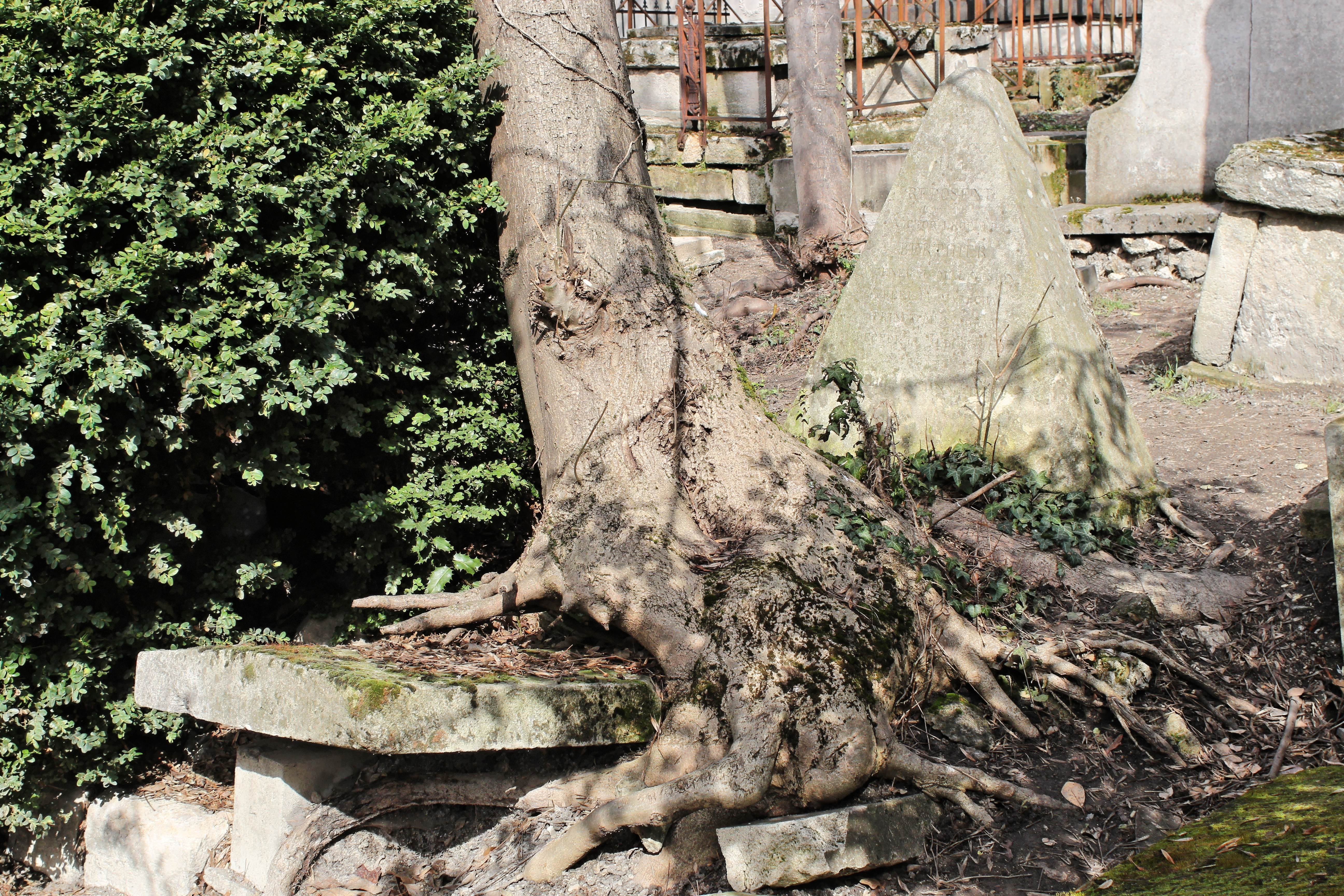
Tombe au cimetière du Père-Lachaise (division 11)

Victor Léopold Berthier, né le 22 mai 1770 à Versailles et mort le 21 mars 1807 à Paris, est un général français de la Révolution et de l’Empire. Il  a pour frère le maréchal Berthier.

## Carrière militaire
En 1781 il entre comme officier dans la compagnie des gardes de la porte, et en sort en 1785 en qualité de sous-lieutenant au régiment d'infanterie de La Fère. 
En 1793, servant sous les ordres du général Kellermann, il se fait remarquer dans cette campagne par son intrépidité et par plusieurs traits de bravoure qui lui font décerner un sabre d'honneur. Dans toutes les campagnes d'Italie, il ne se distingue pas moins par son énergie que par son courage. En 1794, il est nommé chef de bataillon et ingénieur-géographe, et il devient adjudant-général le 7 septembre 1797.
Successivement aide de camp des généraux Lamarque et Custine, il passe en 1799 chef d’état-major du général Masséna à l'armée de Naples. Sa bravoure à la bataille de la Trebbia lui vaut d’être nommé général de brigade sur le champ de bataille le 19 juin 1799.
En 1801, alors attaché à l'état-major de la 1re division militaire (Paris), Napoléon Bonaparte le charge de rassembler les débris de l'armée d'Égypte, de les passer en revue et de les réorganiser :

« Paris, 11 octobre 1801
Au général Berthier, ministre de la guerre,
Vous chargerez, Citoyen Ministre, le général Léopold Berthier de rester dans le Midi jusqu'à ce que tous les corps de l'armée d'Orient soient reformés. Il mènera avec lui le citoyen Jaubert, interprète, pour qu'il voie l'état des individus qui composent les légions coptes syriennes, et le corps des Mameluks. Il aura soin de demander les états les plus exacts du nombre de femmes, enfants, l'âge et la profession des différents Égyptiens venus avec l'armée. Il autorise jusqu'à ce qu'il en soit définitivement statué, la solde des corps égyptiens qui ont suivi l'armée.
Vous ferez connaître au général Belliard que j'ai été satisfait de l'ordre et du soin qu'il a mis à amener en France, en signe d'honneur, les pièces d'artillerie et le corps du général Kleber.
L'armée d'Orient, à la sortie de la quarantaine, ne formera plus corps d'armée. Il sera accordé un mois de gratification à tous les membres des administrations.
Vous me présenterez un rapport sur chaque individu composant l'état-major, pour qu'il lui soit donné une destination.
Le général Léopold Berthier verra les différents corps et témoignera le plaisir que j'aurai de les revoir, et que j'ai toujours été content de leur bonne conduite et des efforts qu'ils ont faits pour conserver l'Égypte.
Les membres de la Commission des arts se rendront à Paris auprès du ministre de l'intérieur, avec tous les renseignements qu'ils auront recueillis.
Le général Léopold Berthier enverra les états par corps de ce qui est dû pour la solde de l'an IX, qui sera promptement alignée. Recommandez spécialement que l'on commence à payer également la solde depuis vendémiaire an X.
Le général Léopold Berthier attendra dans le Midi le retour de la garnison d'Alexandrie. Il aura soin de correspondre fréquemment avec vous sur la situation de cette armée. »

— Correspondance de Napoléon Ier octobre 1801.
On l'envoie en 1803 en Hollande prendre le commandement de l'état-major de Mortier. Chargé de  prendre un commandement en Louisiane (Nouvelle-France), cette expédition ayant été décommandée par la cession de cette colonie au gouvernement des États-Unis. Le général Berthier passe alors à l'armée de Hanovre (1804), et en devient en 1805 chef d'état-major avec le grade de général de division le 1 février 1805. Toujours en 1805, se trouvant, à une revue générale passée à Magdebourg, il est bien accueilli par le roi de Prusse qui y assistait. En juin 1805, cet excellent militaire est élevé au grade de commandeur de la Légion d'honneur, et fait avec la plus grande distinction les campagnes d'Autriche et de Prusse comme chef d'état-major du Maréchal-Prince de Ponte-Corvo.
Il se fait remarquer par sa valeur à la bataille d'Austerlitz où il enfonce le centre des Russes. Cité honorablement pour sa conduite à l'affaire de Halle, il obtient les éloges du maréchal Bernadotte pour la manière distinguée avec laquelle il a servi à la bataille et à la prise de Lübeck. Il contribue puissamment à la capitulation du corps prussien que commande Blücher. Employé plusieurs fois dans des négociations, c'est par suite des services rendus lors de la reprise de Munich sur les Autrichiens, que le roi de Bavière le décore de l'Ordre du Lion.
Lors de ses dernières campagnes, Berthier contracte des fièvres putrides qui le contraignent à quitter l'armée. Il meurt peu après à Paris, le 13 mars 1807 et est inhumé dans la 11e division du cimetière du Père-Lachaise. Reposent aussi dans cette sépulture, sa seconde épouse, morte en 1813, son frère Alexandre Joseph Berthier, mort en 1849 et la vicomtesse, née Alice Bergès, morte en 1866. Ces deux tombes jumelles, sont en 2006, dans un état lamentable et menacées de reprise.
Victor Léopold Berthier montra dans toutes les négociations où il fut employé, autant de talent qu'il déploya de bravoure sur les champs de bataille. Il fut à la fois un brave militaire, un bon administrateur, un ingénieur fort instruit. Modeste et humain dans la victoire, il s'est toujours montré l'ami des malheureux. Bon époux et bon père,  ses mœurs douces le rendaient également cher à sa famille et à ses amis. Le bien qu'il se plaisait à répandre sur ceux qui se trouvait à portée de son habitation prouve également sa bienfaisance.

### Famille
Il est le troisième fils de Jean-Baptiste Berthier (1721-1804), ingénieur-géographe de l'armée, lieutenant-colonel, anobli en 1763 et de Marie-Françoise Lhuillier de la Serre. veuf, son père se remaria en 1791 avec Élisabeth Chevron et en eut un fils, Alexandre-Joseph, né à Paris en 1792, qui fut l'auteur d'une quatrième branche.
Il a entre autres pour frères le maréchal d'Empire Louis-Alexandre Berthier, César Berthier, général de division et, le plus jeune, issu du second mariage de son père second mariage, Joseph-Alexandre Berthier, 1er vicomte Berthier (1821) et maréchal de camp..
Il épouse en premières noces sa belle-sœur Joséphine Jeanne Marguerite d'Aiguillon (divorcés en 1802). Son ex-femme épousa Antoine Charles Louis de Lasalle qui adopta en 1809 les enfants de sa femme qui prirent alors le nom Berthier de Lasalle. Dont du premier mariage :
- - Alméric (ou Albéric) Alexandre  Berthier de Lasalle (1797-1863), comte de l'Empire par substitution et adoption de son beau-père par lettre patente du 22 décembre 1809, chef d'escadron, marié en 1829 avec Jeanne de Vanssay, dont :
    - Christine Berthier de Lasalle (1830-1892) ;
    - Albert 2e comte Berthier de Lasalle (1833-1886), homme de lettres, sans alliance ;
    - Edgar Hippolyte Charles 3e comte Berthier de La Salle (1835-1921), officier de cavalerie, marié en 1868 avec Élisabeth Peloux, sans postérité ;
    - Lionel Berthier de Lasalle (1842-1907), major de cavalerie, chevalier de la Légion d'honneur, marié en 1871 avec Alix Leclerc von Lockeren (1850 dont :
      - Alméric Charles Octave Marie Berthier de Lasalle (1873) ;
      - Ghislaine Pauline Armande Marie (1877-1935).

  - Oscar Berthier de Lasalle (1798-1848), baron de l'Empire par lettres patentes du 29 septembre 1809, colonel de cavalerie, sans alliance ;
  - Alexandre Joseph Berthier de Lasalle (1799-1845), baron de l'Empire par lettres patentes du 29 septembre 1809,  consul de France, chevalier de la Légion d'honneur, mort sans alliance.

Il épousa en secondes noces en 1803 Me Bonnemant, divorcée de M. Noel. Il eut de sa seconde union deux filles dont l'une épousa en 1825 son oncle, Alexandre-Joseph Berthier (auteur de la quatrième branche), et un fils, Édouard-Charles Berthier, né en 1804, qui fut créé comte le 20 novembre 1864 par décret de Napoléon III et qui mourut à Blois en 1874 sans laisser de postérité.

## État de service
- Officier dans la compagnie des gardes de la porte (1781) ;
- Sous-lieutenant au régiment de La Fère (1785) ;
- Lieutenant le 23 septembre 1788 ;
- Capitaine le 20 mai 1791 ;
- Chef de bataillon le 19 juillet 1796 ;
- Adjudant-général chef de brigade le 7 septembre 1797  ;
- Général de brigade à titre provisoire le 19 juin 1799, confirmé le 19 octobre 1799 ;
- Chef d'état-major de l'armée de Naples (1799- 30 novembre 1799) ;
- Affecté au département du Mont-Blanc 30 novembre 1799 - 4 janvier 1800) ;
- Chef d'état-major des 15e et 17e divisions militaires (4 janvier 1800 - 20 novembre 1800) ;
- Chef d'état-major du corps d'observation du Midi (20 novembre 1800 - 1801) ;
- Chef d'état-major de la 1re division militaire (1801 - 3 mai 1803) ;
- Chef d'état-major du corps chargé d'occuper le Hanovre (3 mai 1803 - 29 août 1803) ;
- Chef d'état-major du 1er corps de la Grande Armée (29 août 1803 - 30 novembre 1806) ;
- Général de division le 1er février 1805.

## Campagnes
- Campagne d'Italie (1796-1797) ;
- Campagne d'Italie (1799-1800) :
  - Bataille de la Trebbia ;
- Campagne d'Autriche (1805) :
  - Bataille d'Austerlitz ;
- Campagne de Prusse et de Pologne (1806-1807) :
  - Bataille de Lübeck.

## Faits d'armes
- Bataille de la Trebbia.
- Bataille d'Austerlitz où il enfonça le centre des Russes.
- Cité honorablement pour sa conduite à la bataille de Halle.
- Il obtint les éloges du maréchal Bernadotte pour la manière distinguée avec laquelle il avait servi à la Bataille de Lübeck.

## Blessures
- Berthier contracta lors de ses dernières campagnes des fièvres putrides qui lui furent mortelles.

## Décorations
- Il reçut une armure et un sabre d'honneur pour sa conduite distinguée en différentes occasions et aux journées des 18 et 19 brumaire ;
- Commandeur de la Légion d'honneur à la création de l'ordre (ou, selon d'autres sources en juin 1805) ;
- Chevalier Grand-croix de l'Ordre du Lion de Bavière.